# Louis Delaunay

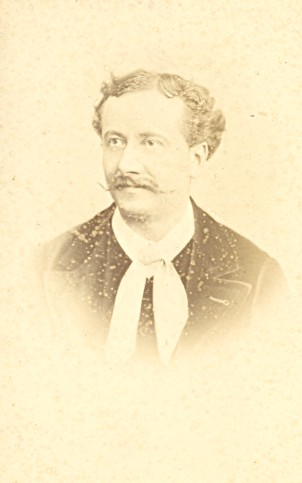
Louis Delaunay.

Louis Arsène Delaunay, född 21 mars 1826 i Paris, död 5 september 1903, var en fransk skådespelare.
Delaunay genomgick konservatoriet i Paris och var 1845-1848 anställd vid Théâtre de l'Odéon och 1848-1887 vid Théâtre français, från 1850 som societär. Delaunay ägde i sin smidiga, eleganta figur, sin välklingande stämma, sin sällsynt fulländade deklamation, sitt lyriska temperament och sin esprit alla de medfödda och förvärvade egenskaper, som gjorde honom till den klassiska och moderna repertoarens på fransk scen aldrig överträffade förste älskare, särskilt berömd i Alfred de Mussets verk. Bland hans övriga roller märks Hernani, Telemaque i Ulysses, Markis de Villemer och Arthur i Giboyers son. Delaunays självbiografi utgavs 1901.